# ヒゲドリ
ヒゲドリ（Procnias tricarunculatus）は、鳥綱スズメ目カザリドリ科に分類される鳥類。

## 分布
コスタリカ、ニカラグア、パナマ西部、ホンジュラス

## 形態
全長オス30センチメートル、メス25センチメートル。
オスは頭部から胸部の羽衣が白、背から腹の羽衣、尾羽や翼が明褐色。嘴上部と嘴基部の左右から長い肉垂が髭状に伸長する。メスは全身の羽衣が緑色。

## 生態
低山地や丘陵から高地にかけての樹冠部に生息する。冬季になると低地に移動すると考えられている。広い縄張りを形成して生活し、金属的な響きの大きな鳴き声を上げて縄張りを主張する。
主に果実を食べる。

## 人間との関係
開発による生息地の破壊、狩猟などにより生息数は減少している。